# Onthophagus comatulus
Onthophagus comatulus là một loài bọ cánh cứng trong họ Bọ hung (Scarabaeidae).